# 송파구의회
송파구의회는 서울특별시 송파구 지역을 관할하는 기초의회이다.